# Beglets
Beglets é um filme russo de 1914 dirigido por Alexandre Volkoff.

## Enredo
O filme é baseado em um poema de Mikhail Lermontov.

## Elenco
- Asho Shakhatuni
- Alesandr Rusteikis